# Línea 561 (La Plata)
La línea 561 es una línea de colectivos urbana del Partido de La Plata. Une el Abasto con la Plaza San Martín, en La Plata. La línea es operada por la empresa Nueve de Julio S.A.T.
Anteriormente, esta línea dejó de operar cuando se ponía en marcha el Sistema Único de Transporte platense.

## Recorrido[6]
Servicio diurno.
|  | KBHFa |

|  | BHF |

|  | BHF |

|  | BHF |

|  | BHF |

|  | BHF |

|  | BHF |

|  | BHF |

|  | BHF |

|  | BHF |

|  | BHF |

|  | BHF |

|  | BHF |

|  | BHF |

|  | BHF |

|  | BHF |

|  | BHF |

|  | BHF |

|  | BHF |

|  | BHF |

|  | BHF |

|  | BHF |

|  | BHF |

|  | BHF |

|  | BHF |

|  | BHF |

|  | BHF |

|  | BHF |

|  | BHF |

|  | KBHFe |